# Убиквитинлигаза

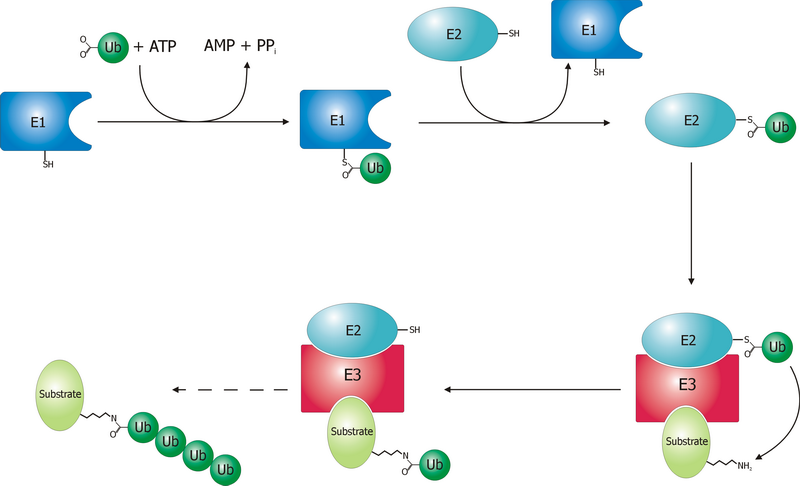
Полиубиквитинирование белка-мишени. В ходе двух последовательных реакций, катализируемых убиквитинактивирующим (Е1) и убиквитинконъюгирующим (Е2) ферментами, происходит активация убиквитина и его перенос к убиквитин-лигазе (Е3). Убиквитинлигаза катализирует образование изопептидной связи между убиквитином и белком-мишенью, после чего добавляет ещё несколько молекул убиквитина в цепочку

Убиквитинлигаза (англ. E3 ubiquitin ligase) — фермент-лигаза, ковалентно присоединяющий убиквитин к белку-мишени изопептидной связью. Убиквитинлигазы являются частью системы убиквитинопосредованного распада белка в протеасомах. Известно, что протеасома расщепляет не любые белки, а только те, которые были «помечены» убиквитином. Убиквитинлигазы специфично узнают белки-субстраты и участвуют в их полиубиквитинировании (присоединении цепочек из молекул убиквитина), которое, в конечном счёте, приводит к деградации последних в протеасомах. Кроме этого, убиквитинлигазы осуществляют и другие модификации белков убиквитином, такие как моноубиквитинирование и мультиубиквитинирование, которые имеют регуляторное значение. В геноме человека обнаружено более 500 генов убиквитинлигаз.

## Механизм убиквитинирования белков
Процесс убиквитинирования белков происходит в несколько стадий, ферменты, катализирующие отдельные его этапы, получили условные названия Е1 (убиквитинактивирующий фермент), Е2 (убиквитинконъюгирующий фермент) и Е3 (убиквитинлигаза). Фермент Е1 АТФ-зависимо активирует убиквитин с формированием высокоэнергетической тиоэфирной связи между карбоксильной группой С-концевого остатка глицина убиквитина и остатком цистеина в молекуле Е1. Затем активированный убиквитин переносится на молекулу Е2 с формированием сходной тиоэфирной связи. Убиквитинлигазы взаимодействуют одновременно с Е2 благодаря Е2-связывающему домену и с белком-субстратом благодаря субстратсвязывающему домену. Они осуществляют перенос активированного убиквитина с Е2 на субстрат либо напрямую, либо через образование промежуточного тиоэфирного соединения.
Чаще всего убиквитин-лигазы катализируют образование изопептидной связи между карбоксильной группой С-концевого остатка глицина убиквитина и ε-аминогруппой одного из остатков лизина в белке-мишени, реже связь образуется между убиквитином и N-концевой аминогруппой или боковой цепью цистеина белка. После присоединения первой молекулы убиквитина к субстрату Е3-ферменты последовательно добавляют ещё несколько молекул, так же соединяя их изопептидной связью. Эта модификация называется полиубиквитинированием. В молекуле убиквитина присутствуют 7 остатков лизина, каждый из которых, как считают, может участвовать в образовании изопептидной связи. Последствия полиубиквитинирования зависят от того, какой из этих остатков был задействован в формировании цепочки. Так, полиубиквитиновые цепи, соединённые при участии Lys-48, чаще всего являются сигналом к протеасомальной деградации (минимальная длина цепочки — 4 молекулы убиквитина), а образованные через Lys-63 играют регуляторную роль в эндоцитозе белков и репарации ДНК. Также выделяют и другие типы модификаций, катализируемых Е3-ферментами: моноубиквитинирование (присоединение единственного остатка убиквитина) и мультиубиквитинирование, или множественное моноубиквитинирование. Моноубиквитинирование — довольно распространённая регуляторная посттрансляционная модификация, которая может влиять на способность белка взаимодействовать с другими молекулами, на его внутриклеточную локализацию, а также может служить сигналом к его деградации в лизосомах. Мультиубиквитинирование мембранных белков приводит к их эндоцитозу и расщеплению в лизосомах.

## Классификация
Убиквитинлигазы разделяют на три семейства в зависимости от структуры домена, связывающего убиквитинконъюгирующий фермент (E2): убиквитинлигазы, содержащие HECT-домен (англ. homologous to E6-AP carboxyl terminus), RING-домен (англ. really interesting new gene) или U-бокс.

### Убиквитинлигазы, содержащие RING-домен
Семейство убиквитинлигаз, содержащих RING-домен, самое крупное: известно более 300 генов ферментов этого типа. Характерной особенностью RING-домена является особая последовательность чередующихся консервативных остатков цистеина и гистидина. Эти ферменты могут содержать 2—3 иона цинка, присоединённых координационными связями. Среди убиквитинлигаз этого семейства известны как мономерные белки, так и компоненты мультибелковых убиквитинлигазных комплексов. Представителями семейства являются белки IAP, Mdm2 и крупные белковые комплексы SCF (SKP-Cullin-F-box) и APC/C (anaphase-promoting complex/cyclosome).

### Убиквитинлигазы, содержащие HECT-домен
Убиквитинлигазы, содержащие HECT-домен, характеризуются особым строением С-концевого домена размером примерно 350 аминокислотных остатков. Этот домен обладает каталитической активностью: при участии консервативного остатка цистеина формируется временная тиоэфирная связь с убиквитином перед переносом его на субстрат. Этим механизм действия данных ферментов отличается от механизма действия убиквитинлигаз, содержащих RING-домен, которые переносят убиквитин с Е2 на субстрат напрямую, без образования промежуточных соединений. В геноме человека обнаружено около 50 генов ферментов этого семейства. Представителями семейства являются E6-AP, Huwe1, Nedd4.